# Амьюн
Амьюн (араб. أميون‎) — город в Ливане. Административный центр района Кура провинции Северный Ливан.
Город расположен в центре провинции Северный Ливан, в 80 км к северо-востоку от столицы страны — Бейрута и в 20 км от центра провинции — города Триполи, на высоте 298..330 м над уровнем моря.
В городе есть 12 православных храмов, три муниципальных и две частных школы, а также расположенный в 12 км к северу, близ (известного, как место подписания «Баламандского соглашения») Баламандского монастыря — Баламандский университет, который основал здесь патриарх Антиохийский и всего Востока Игнатий IV в 1988 году, там же расположена первая в Антиохийском Патриархате православная духовная семинария (Баламандская) открытая 1900 году.
Вероятно, первым упоминанием об Амьюне, было то, что есть в письмах Египетских фараонов из Тель эль-Амарна (XIV век до н.э). Существует предположение об этимологии топонима Амьюн: арамейское слово «Эмон» — означает укрепление или крепость.

## Люди, связанные с городом
- Талеб, Нассим Николас — эссеист, математик и трейдер, уроженец Амьюна 1960 года.

## Город-побратим
Мещовск, Россия (2013)